# Tetmemorus brebissonii
Tetmemorus brebissonii là một loài Song tinh tảo trong họ Desmidiaceae, thuộc chi Tetmemorus.